# Zanthoxylum mayu
Zanthoxylum mayu är en vinruteväxtart som beskrevs av Bert.. Zanthoxylum mayu ingår i släktet Zanthoxylum och familjen vinruteväxter. Inga underarter finns listade i Catalogue of Life.